# Karl Gorzkowski von Gorzkow

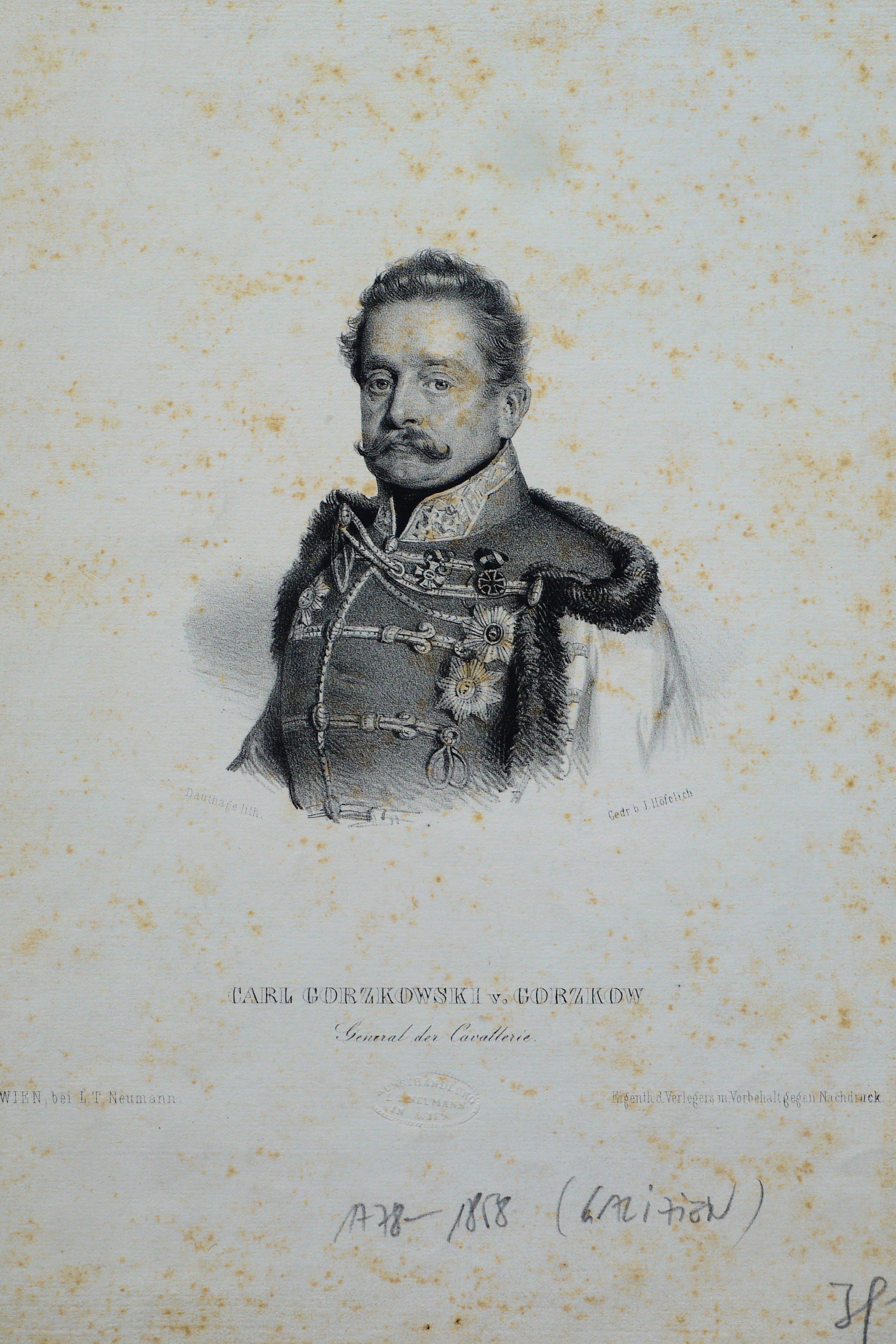
Karl Gorzkowski von Gorzkow. Lithographie von Adolf Dauthage, ca. 1850

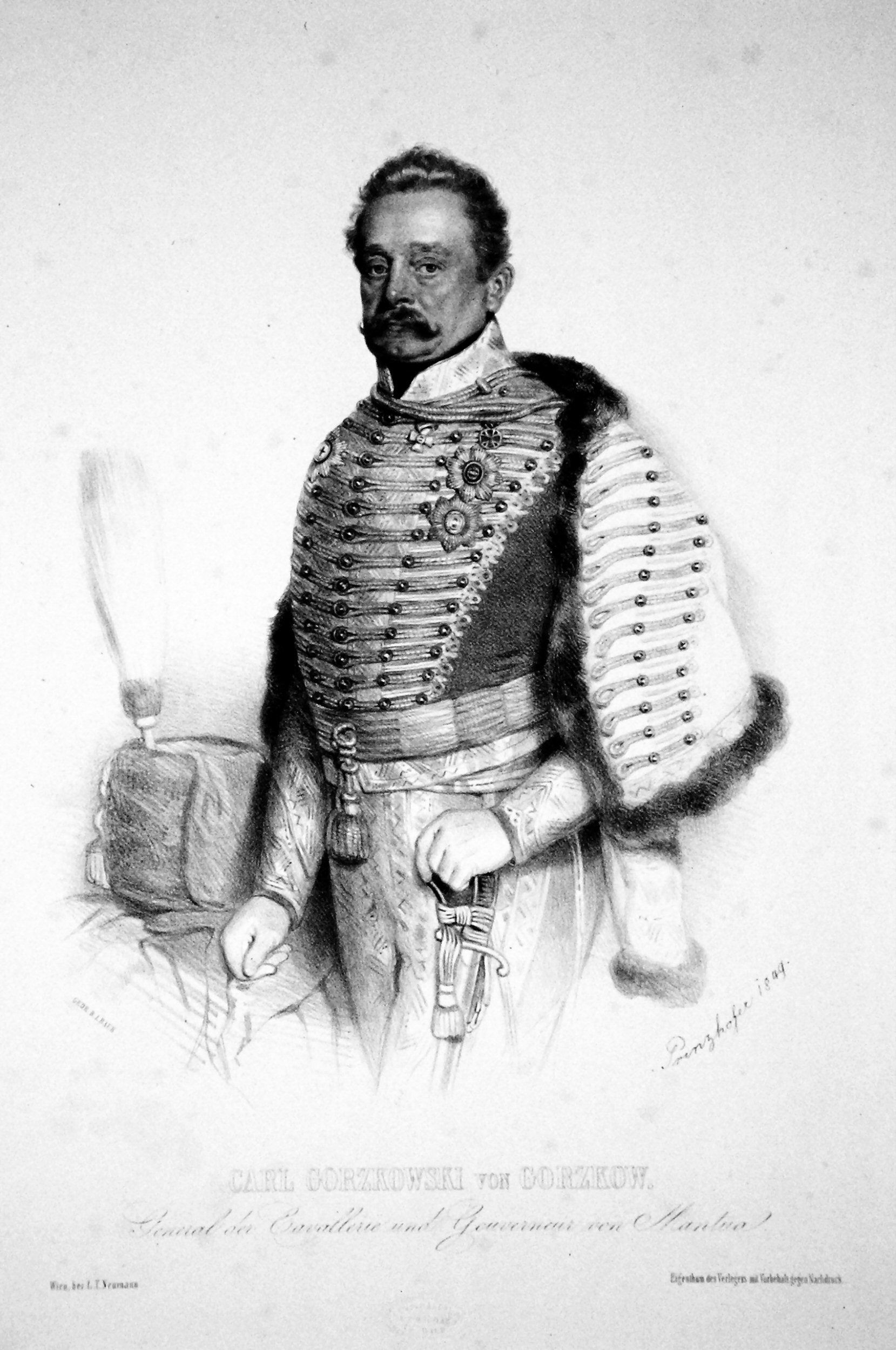
Karl Gorzkowski von Gorzkow. Lithographie von August Prinzhofer, 1849

Karl Ritter Gorzkowski von Gorzkow (* 1778 in Babyce bei Przemyśl; † 22. März 1858 in Venedig) war k. k. wirklicher Kämmerer, Geheimer Rat, General der Kavallerie und Ritter des Militär-Maria-Theresia-Ordens mit polnischem und österreichischem Adelsdiplom.

## Biographie

### Herkunft
Im Jahre 1359 wird erstmals ein Andrzej „de Gorczkow“ erwähnt, dem ein Dorf gleichen Namens gehörte, in dem 1404 eine unabhängige römisch-katholische Pfarrkirche erbaut wurde. Zwei Jahre später erhielt Mikołaj Gorzkowski von König Władysław II. Jagiełło die Erlaubnis, die Stadt nach Magdeburger Recht zu führen. Die Erben von Mikołaj Gorzkowski von Sandomierz herrschten allein über die Stadt, die ständig an Bedeutung zunahm. Eine Vorfahrin König Johann III. Sobieskis erwarb einen Teil dieser. 1689 ließ der König ein Rathaus erbauen. Die Familie wurde um 1500 geadelt und gehörte ursprünglich der Wappengemeinschaft Tarnawa an.
Sein Vater Adalbert wurde bei der galizischen Landtafel am 7. Januar 1790 als Ritter mit dem Wappen Godziemba legitimiert. Der Ritterstand galt für ihn und seine leiblichen Nachkommen.

### Militärkarriere

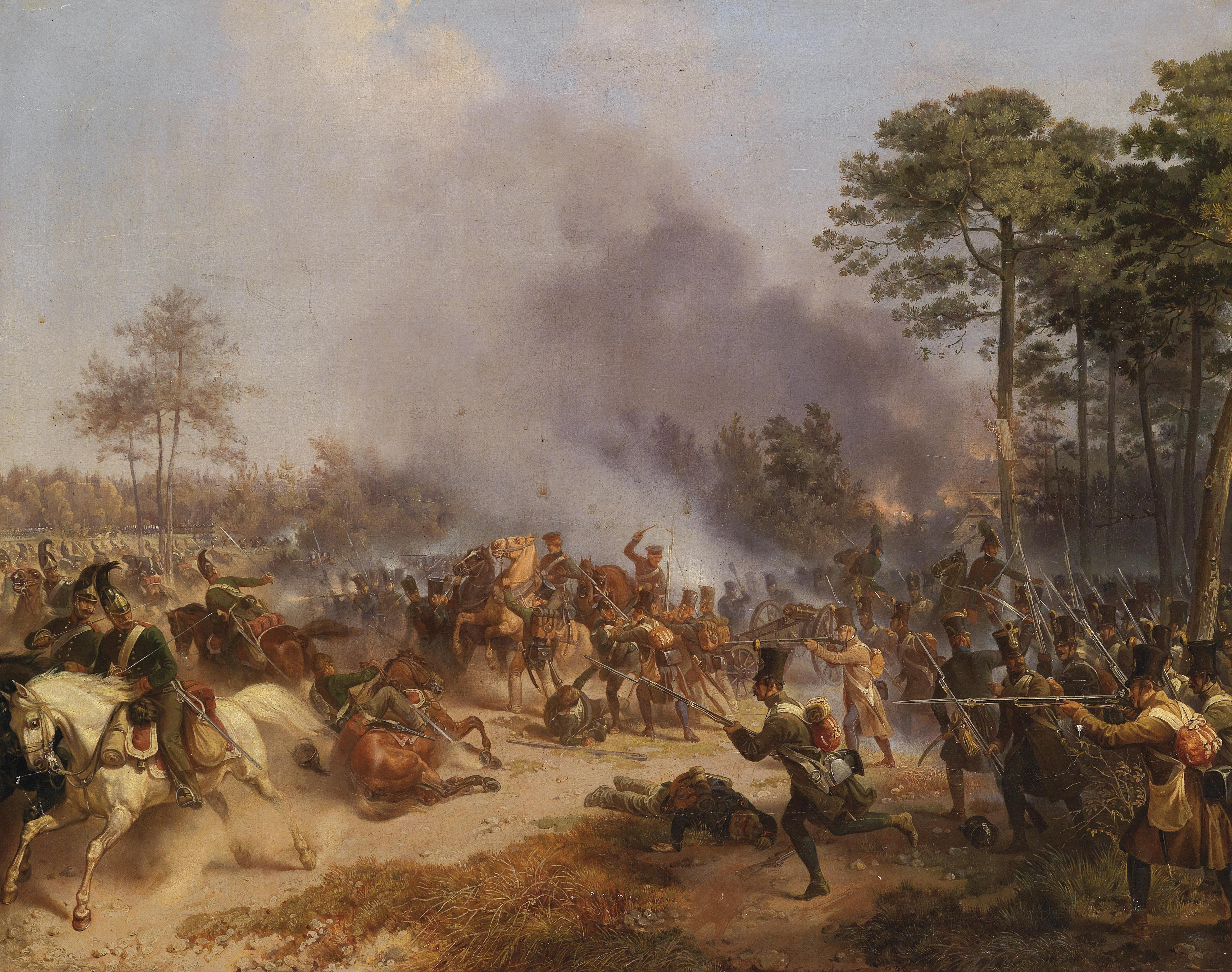
Schlacht bei Gorodetschno 1812

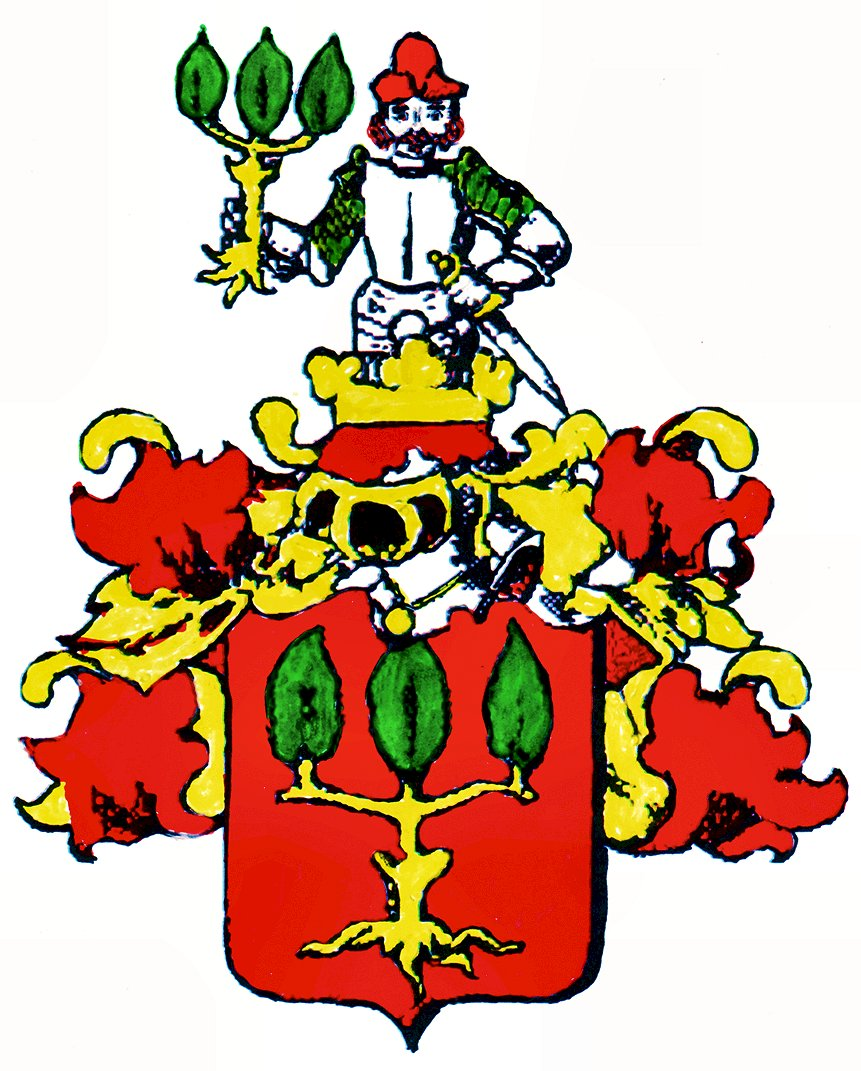
Wappen der Ritter Gorzkowski von Gorzkow, 1790

Am 1. November 1792 Kadett im Chevauxlegerregiment „Herzog von Modena“, nahm er an den Kriegen gegen Frankreich 1792–1795, dann als Garde- und Unterleutnant im (ehemals polnischen) Arcièren-Regiment (1796) doch bald als Oberleutnant den Merveldt-Ulanen zugeteilt, wo er auch 1799 verwundet wurde. Bei den Gefechten 1805 war er Rittmeister bei den „Erzherzog Karl Ulanen“ in Italien, 1807 Major und nahm ab 1809 als Oberstleutnant in der Radetzkibrigade beim 5. Armeekorps an allen Gefechten dieser renommierten Truppe teil.
1812 machte er zuerst den Russlandfeldzug mit dem Regiment im Auxiliarkorps mit, am 15. Oktober des Jahres Oberst, führte er als Regimentskommandant seine Karl-Ulanen sodann bis 1815 mit Auszeichnung in den Gefechten in Italien. Hierbei tat er sich besonders in der Schlacht am Mincio hervor.
In Friedenszeiten zum k. k. wirklichen Kämmerer ernannt (1817), beförderte man ihn am 19. Mai 1820 zum Generalmajor (Rang vom 1. Juni des Jahres) und Brigadier in Kaschau, dann mit Ernennung vom 8. März 1831 und Rang vom 16. März des Jahres zum Feldmarschallleutnant und Divisionär in Brünn, dann 1833 in Prag. Aus Anlass der Krönung Kaiser Ferdinands I. zum König von Lombardo-Venetien in Italien wurde er mit dem Kommandeurkreuz des Ordens der Eisernen Krone dekoriert.
1839 wurde der Offizier 2. Inhaber des Kürassierregiments Nr. 3 Johann König von Sachsen und Militärkommandant von Laibach, danach von Troppau.

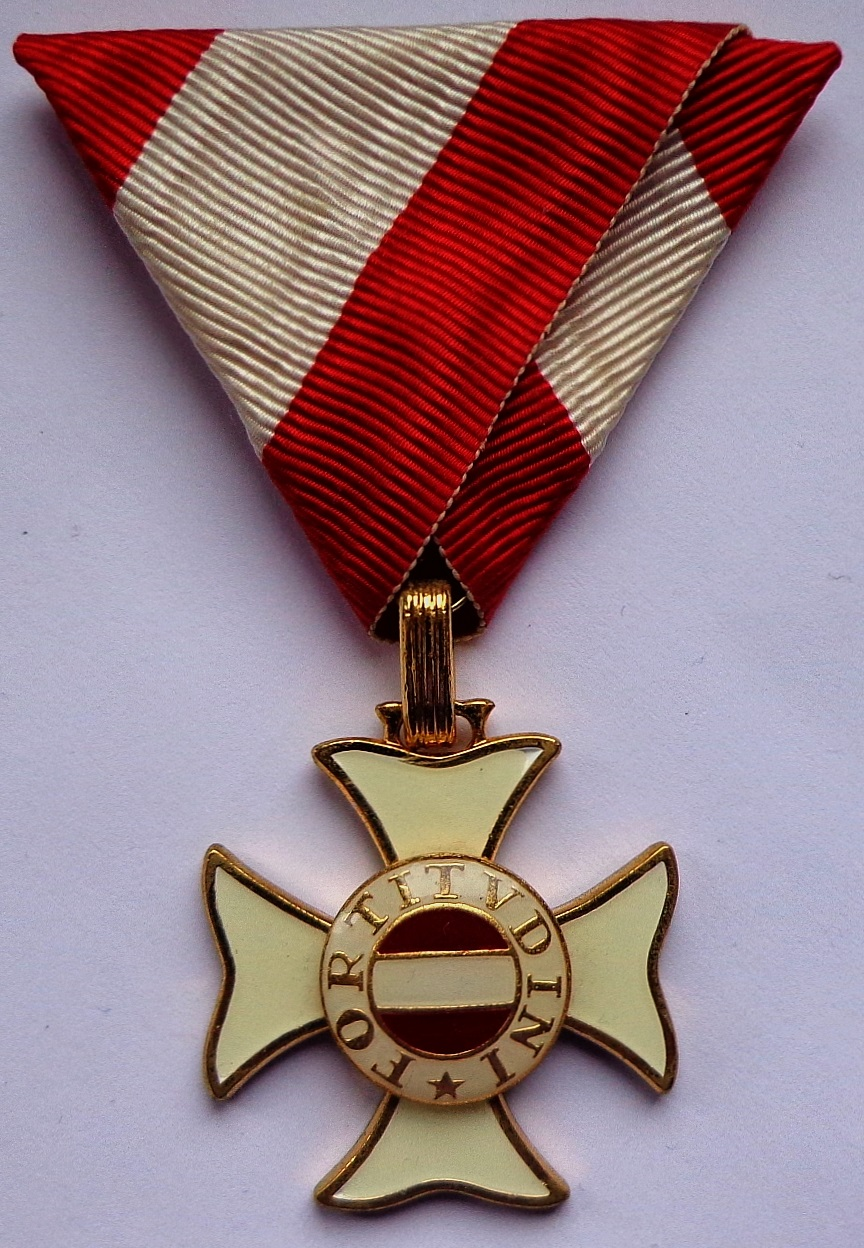
Ritterkreuz des Militär-Maria-Theresien-Ordens

Am 19. Oktober 1846 avancierte er zum General der Kavallerie und Festungskommandanten von Mantua. 1847 wurde er mit der Würde eines k. k. wirklichen Geheimen Rates geehrt. Als dann 1848 die Revolution in Italien ausbrach, befand sich die Festung Mantua in einem traurigen und unhaltbaren Zustande. Die Garnison war schwach und bestand größtenteils aus italienischen Truppen, welche schon lange vorher von ihren Landsleuten im revolutionären Sinn bearbeitet worden waren. Die über 30 000 Einwohner zählende Bevölkerung war österreichfeindlich gesinnt. Dank Gorzkowskis würdevoller Haltung, Klugheit und Strenge, welche vom Offizierkorps unterstützt wurden, gelang es, die bereits wankenden Truppen bei der Fahne zu halten und jeden Kampf mit den Bewohnern zu vermeiden, bis endlich Truppenverstärkungen eintrafen. Er erklärte nun selbst denn Belagerungszustand, ließ am 26. März die Einwohner entwaffnen und hielt die Ruhe durch energische Maßnahmen aufrecht. Trotz unzulänglicher Mittel setzte er die Festung in perfekten Verteidigungszustand, so dass sie jede ernste Belagerung aushalten konnte. Schon am 19. April unternahmen die Piemontesen eine Demonstration gegen das Fort Bellfiore, welche jedoch fruchtlos blieb, und am 21. des Monats schloss der feindliche Generalleutnant d’Arco Ferrari die Festung ein. Durch wiederholte Ausfälle wurde aber eine enge Zernierung verhindert und die Verbindung mit Verona und Legnago größtenteils offen gehalten. Erst am 13. Juli gelang es Karl Albert von Sardinien-Piemont, Mantua einzuschließen und alle zu der Festung führenden Haupt- und Nebenstraßen zu sperren. Der General fügte aber dem Feind durch das Festungsgeschütz und Ausfälle den größtmöglichen Schaden bei, bis am 27. Juli, bedingt durch die Niederlage der Piemontesen bei Custozza und Sommacampagna die Umzingelung aufgehoben wurde. Für die Erhaltung dieses wichtigen Standorts erhielt der Offizier am 27. November 1848 das Ritterkreuz des Militär-Maria-Theresien-Ordens.
Als 1849 die österreichischen Truppen unter Feldmarschalleutnant Graf von Wimpffen in das römische Gebiet einrückten, folgte er denselben mit einem Korps als Verstärkung nach, traf am 14. Mai vor Bologna ein und blieb nach Einnahme der Stadt als Militär- und Zivilgouverneur dort zurück. Anschließend war er federführend beim Sieg über die im März 1848 Repubblica di San Marco in Venedig am 23. August 1849: Feldmarschall Graf Radetzki hatte frische Truppen geschickt und unter das Kommando des Generals gestellt. Die Stadt kapitulierte sehr bald in aussichtsloser Situation im August 1849. Nach der Einnahme von Venedig wurde er zum Militär- und Zivilgouverneur daselbst, im Oktober des Jahres zum Festungsgouverneur in Olmütz ernannt, im Januar 1850 jedoch in der früheren Anstellung nach Venedig übersetzt. Letzteren Posten behielt der General bis zu seinem Tod.
Seine Ehe mit der Gräfin von Szapary blieb kinderlos. Er hinterließ 4,5 Millionen fl. Der Hauptteil seiner Erbschaft ging an seine Verwandten in Galizien und an die seiner verstorbenen Gemahlin in Ungarn über. Universalerbe war der Graf Lewicki, ein Sohn von Gorzkowskis Tante. Seine reiche und wertvolle Waffensammlung erbte sein Neffe, Graf Szapary.

## Auszeichnungen
Neben den bereits genannten Auszeichnungen war Gorzkowski Inhaber folgender Orden und Ehrenzeichen:
- Orden der Eisernen Krone I. Klasse, 1849
- Großkreuz des Leopold-Ordens
- k. k. Militärverdienstkreuz
- Russischer Orden der Heiligen Anna I. Klasse mit der Krone, 1835
- Kaiserlich-Königlicher Orden vom Weißen Adler, 1838
- Zivilverdienstorden (Sachsen) Großkreuz, 1841
- Großkreuz des St. Georgs-Ordens, überreicht von Papst Pius IX., 1849

## Werke
- Preussischer Ehrensaal. Kurzgefasste Geschichte des Kaiser Franz Grenadier-Regiments. Verlag A.W. Hayn, Berlin 1852. Digitalisat